# Paderne (Albufeira)
Paderne ist eine Ortschaft und eine Gemeinde im Süden Portugals. Es liegt etwa 13 km nördlich von Albufeira an der Algarve.

## Geschichte
An dieser Stelle, so ist zu vermuten, existierte zuvor eine römische Anlage. In der Nähe befinden sich eine römische Brücke über den Ribeira de Quarteira und eine alte Wassermühle. Der Ort wurde von den Mauren erobert und fiel 1191 an den Kalifen Yaʿqūb al-Mansūr. Im Jahre 1248 eroberte die Reconquista den Platz, der mit dem Erdbeben von 1755 aus den Geschichtsbüchern verschwand.
Die Mauern und der Turm des südlich des Ortes gelegenen maurischen Castelo aus dem 12./13. Jahrhunderts sind gute Beispiele für:
1. die verteidigungstechnischen Neuerungen dieser Zeit. Der vorgeschobene, nur über eine kleine Verbindung erreichbare Turm (mit dem arabisch-portugiesischen Namen: Albarrã), erlaubt es Feinde auch von der Seite zu behelligen.
2. das in almohadischer Zeit modern gewordene Zementguss-Mauerwerk.

## Verwaltung

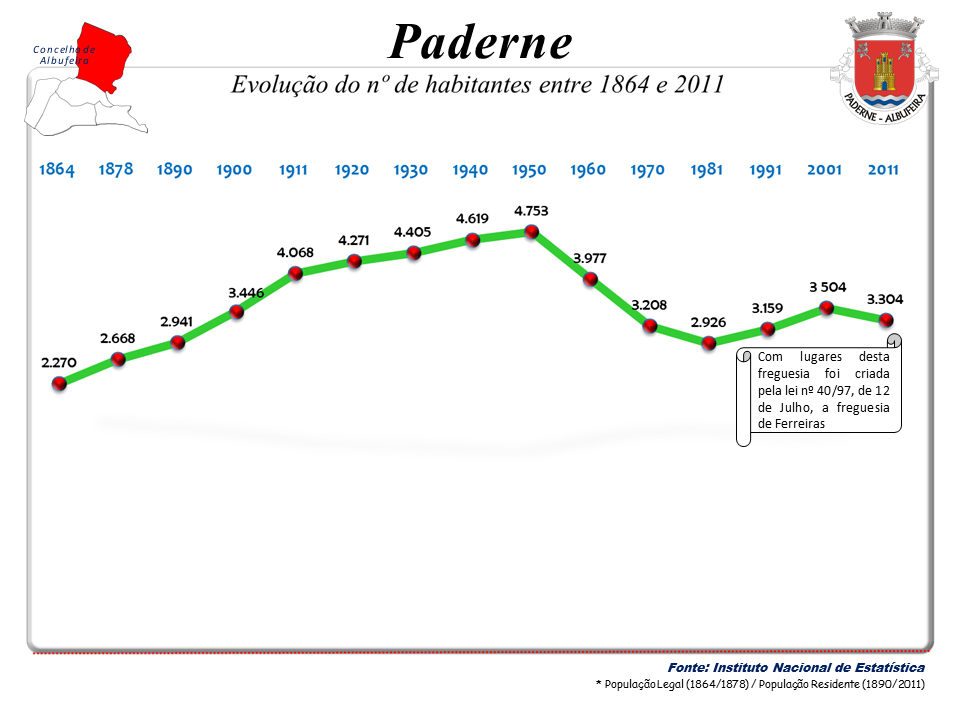
Bevölkerungsentwicklung der Gemeinde Paderne (1864–2011)

Paderne ist Sitz einer gleichnamigen Gemeinde (Freguesia) im Kreis (Concelho) von Albufeira im Distrikt Faro. Sie hat 3498 Einwohner auf einer Fläche von 52,6 km², was einer Dichte von 67 Einwohnern pro km² entspricht.(Stand 19. April 2021)
Folgende Ortschaften und Orte liegen im Gemeindegebiet:
| - Alcaria - Almeijoafras - Almeijoafras de Baixo - Almeijoafras de Cima - Amoreira - Areeiro - Aroal - Azinhal - Barradinha - Barreiros - Cabanita - Carrasqueiro | - Casa do Poço - Casa dos Pires - Centieira - Cerca Velha - Cerro de São Vicente - Cerro do Ouro - Cerro do Roque - Cerro Grande - Charneca - Eiras Brancas - Escarpão - Fonte | - Fornalhas - Gateiras - Guiné - Ladeira - Leitão - Lentiscais - Malhão - Matos de Baixo - Matos de Cima - Mem Moniz - Monchina - Monte dos Elois | - Monte Novo - Montinho - Paderne - Pé da Cruz - Purgatório - Quinta da Palma - Ribeira de Alte - Tenoca - Toril - Vale de Pegas |

## Persönlichkeiten
- José Martins (1917–2011), Radrennfahrer